# François Hanriot
Pour les articles homonymes, voir Hanriot.
François Hanriot, né à Nanterre le 3 décembre 1759, guillotiné à Paris le 28 juillet 1794, est un général de division de la Révolution française.

## Biographie
François Hanriot est le fils d'un couple de paysans pauvres originaires de Sormery et devenus domestiques chez un ancien trésorier de France du nom de  Alexandre Ju des Retz, bourgeois de Paris — Edmé Hanriot, né dans une famille de laboureurs, le 17 aout 1715 et mort le 16 novembre 1787 à Nanterre à l'âge de 72 ans, et Marguerite Davoine. Il a une sœur aînée, Marie-Cécile, née en 1753 à Sormery et mariée à Charles Lassus, maître tourneur installé au petit marché des Quinze-Vingts, à Paris, dont elle divorce en l'an II,. Il étudie à l'école paroissiale, où il apprend à lire et à écrire, et devient saute-ruisseau chez un notaire, avant d'obtenir une place de commis à l'octroi de Paris.
Le 12 juillet 1789 il participe à une émeute au cours de laquelle les barrières sont brûlées, ainsi que les dossiers et registres du bureau, ce qui lui vaut d'être arrêté et emprisonné à Bicêtre. Bientôt remis en liberté grâce à la campagne de presse de Marat en faveur des incendiaires, il milite à la section du Jardin-des-Plantes dans le faubourg Saint-Marcel, l'un des quartiers les plus peuplés et les plus pauvres de la capitale. Électeur en 1792, il occupe les fonctions de secrétaire-greffier du comité local, puis est élu le 2 septembre, commandant du bataillon de la garde nationale de sa section.
Hanriot participe à la journée du 10 août 1792, puis à la prise des Tuileries. Il est parfois qualifié de « septembriseur » dans l'historiographie de la Révolution française (notamment par Hippolyte Taine) mais sa responsabilité dans le massacre de Saint-Firmin a été contestée en raison d'une possible confusion avec un homonyme,, Humbert Henriot, débardeur de 32 ans.

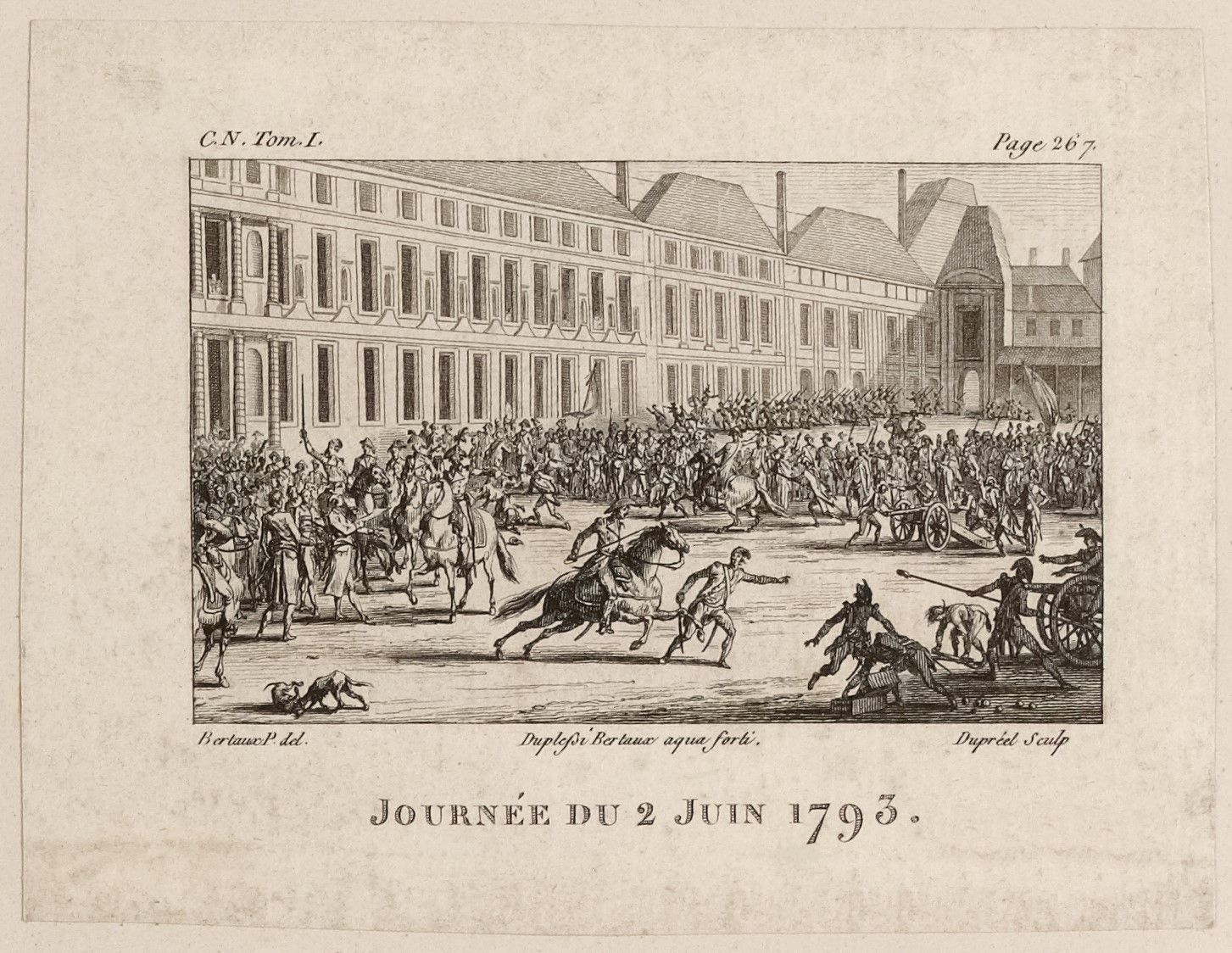
Journée du 2 juin 1793.
Estampe de Pierre-Gabriel Berthault représentant la Garde nationale devant la Convention
(musée Carnavalet).

Proclamé commandant en chef provisoire de la garde nationale par le Comité insurrectionnel de l'Évêché le soir du 30 mai 1793, il dirige le mouvement insurrectionnel lors des journées du 31 mai et du 2 juin 1793, où il cerne la Convention avec 80 000 hommes. Son rôle décisif lui vaut d'être appelé « sauveur de la patrie » par Marat. Le 11 juin, il donne sa démission, mais la Commune le maintient dans ses fonctions jusqu'à l'élection d'un nouveau chef. Candidat des jacobins et des sans-culottes, il l'emporte le 1er juillet face à Raffet, candidat de la bourgeoisie modérée, par 9 087 voix contre 6 095 à son concurrent. Proche des sans culottes, il parvient, secondé par Boulanger et Lavalette, à maintenir l'ordre dans la capitale, en prévenant les désordres plutôt qu'en réprimant. Il parvient notamment, durant l'hiver de l'an II particulièrement rigoureux, à éviter que les queues devant les boucheries et les boulangeries ne tournent à l'émeute.
Il est promu général de brigade le 3 juillet 1793 puis général de division le 19 septembre.

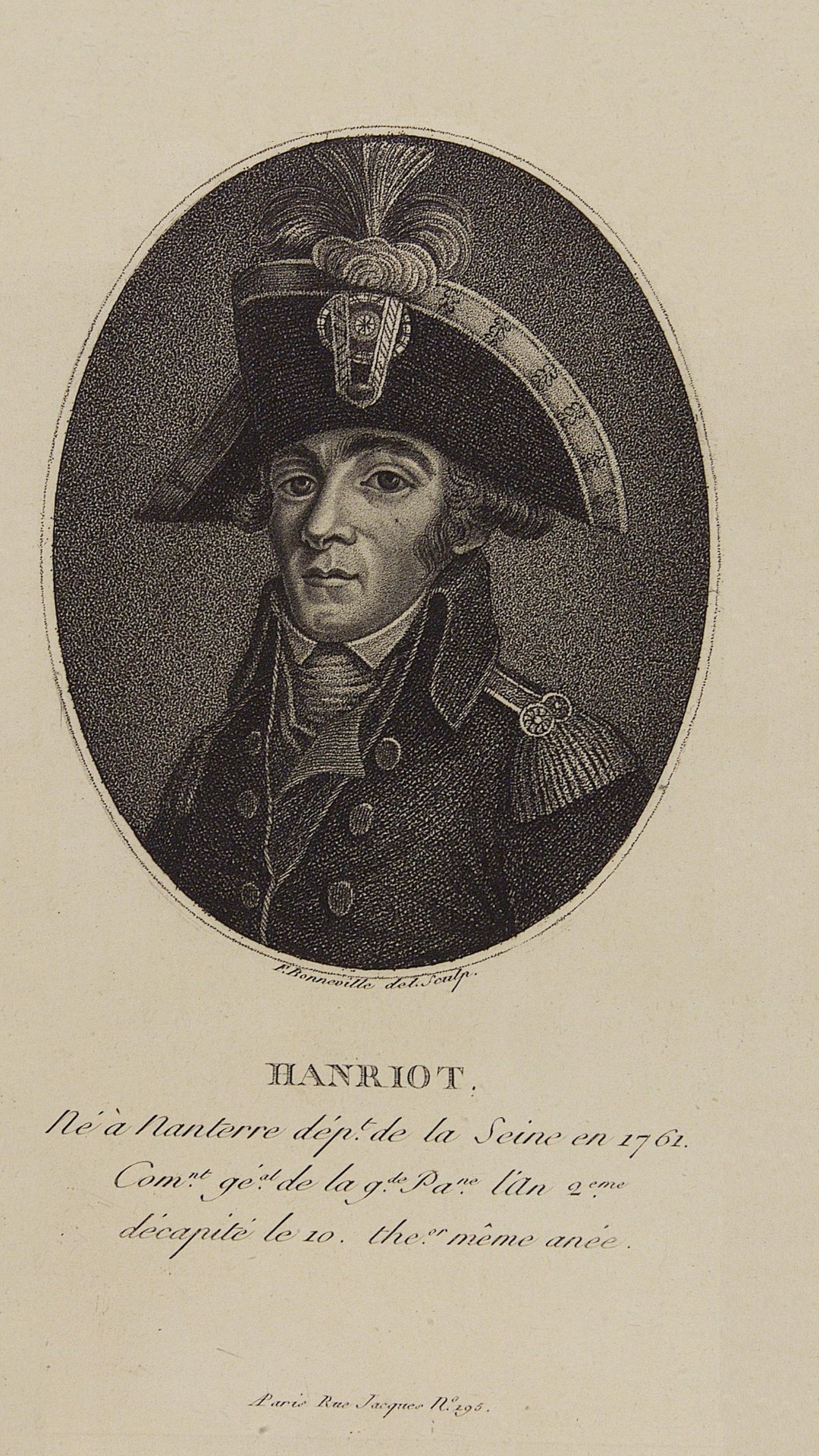
Portrait de François Hanriot. Estampe de François Bonneville, Paris, fin du XVIIIe siècle.

Membre du club des Cordeliers, lié aux hébertistes, il est menacé en ventôse lors de leur arrestation, mais Robespierre le protège. Désormais fidèle à l'Incorruptible, il s'oppose à Carnot qui veut dégarnir Paris de ses canonniers. Destitué et décrété d'arrestation par la Convention lors de la séance du 9 thermidor, il rejoint la Commune et tente d'organiser une insurrection, donnant l'ordre aux chefs des six légions de la garde nationale d'envoyer chacun 400 hommes à l'Hôtel de Ville et à l'adjudant-général des canonniers de requérir les compagnies de canonniers et les pièces d'artillerie. Mais quatre chefs de la légion refusent d'obéir, et seize sections seulement envoient des détachements de la garde nationale, mais plus que les 50 hommes demandés par Hanriot (la section du Panthéon-Français en fournit à elle seule 1 200). Il tente ensuite de libérer Robespierre et ses amis, retenus dans les locaux du Comité de sûreté générale, à l'hôtel de Brionne, mais il est lui-même arrêté sur ordre du député Rühl.
Délivré plus tard par Jean-Baptiste Coffinhal, juge du Tribunal révolutionnaire, il commet l'erreur, pour une raison que les historiens ont vainement tenté de déterminer avec certitude, de ramener ses troupes à l'Hôtel de Ville au lieu de s'emparer de la Convention. On a parfois émis l'hypothèse qu'il aurait reculé par légalisme devant la perspective d'attaquer la Convention,. Une thèse tend à considérer que le jugement d'Hanriot aurait été obscurci par son état d'ébriété, mais les sources à ce sujet se révèlent tardives, invérifiables et contradictoires,.
Lors de la prise de l'Hôtel de Ville par les troupes de la Convention, il se cache. On le retrouve, le matin du 10 thermidor, dans une cour de l'Hôtel de Ville, affreusement blessé à la tête. Une autre version, diffusée par les thermidoriens, mais qu'aucune source ne permet d'étayer, prétend que Coffinhal l'aurait jeté par une fenêtre en lui reprochant l’échec de l’insurrection. Mis hors-la-loi par la Convention comme tous les robespierristes, il n'est pas jugé, Fouquier-Tinville se bornant à constater son identité. Il est guillotiné le soir du 10 thermidor an II (28 juillet 1794) en compagnie des autres robespierristes.

## Historiographie

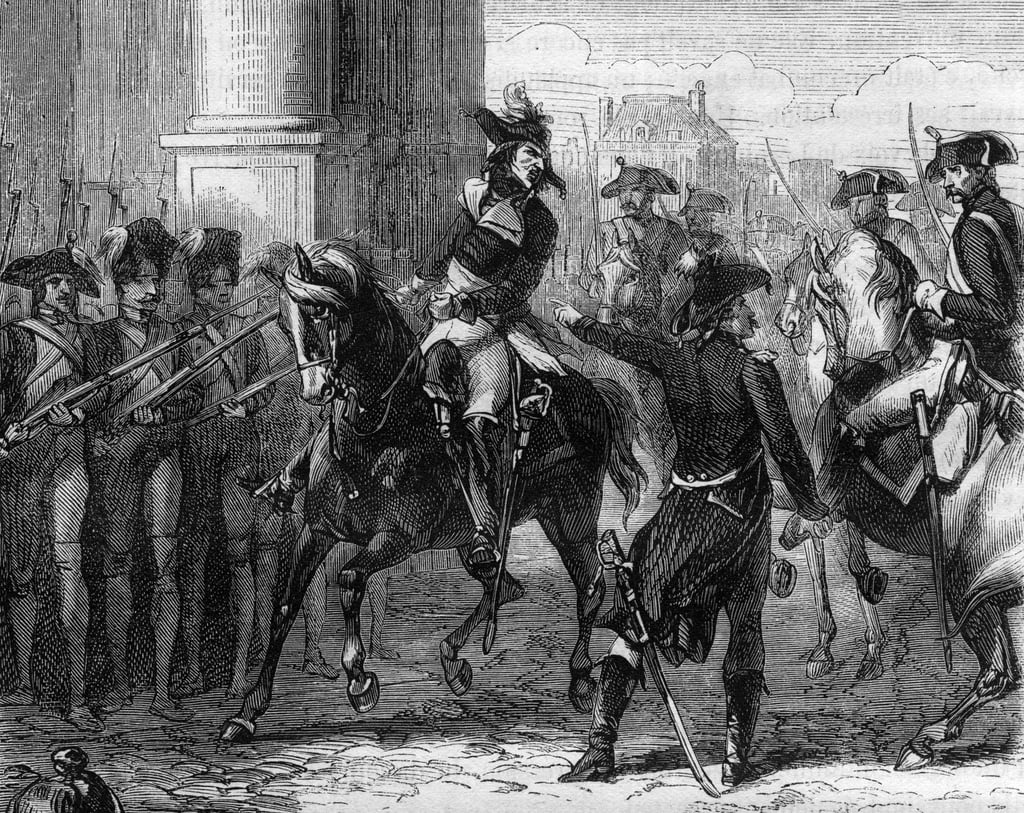
Le général François Hanriot devant la Convention nationale le 9 Thermidor. Gravure publiée dans l’Histoire des Girondins d'Alphonse de Lamartine, 1865-1866.

La légende thermidorienne et plusieurs historiens — de Jules Michelet à Hippolyte Taine — ont dressé de François Hanriot un portrait « venimeux et mensonger », selon l'historienne Raymonde Monnier. À l'avenant, l'historien Gérard Walter juge que les « écrivains réactionnaires » Charles Foleÿ et G. Lenotre ont propagé plusieurs affabulations à son sujet dans des « récits venimeux ». L'historien Haïm Bustin soutient aussi que le général Hanriot « fut la cible de critiques cinglantes, avant même que tout fût connu de sa biographie » et que l'« historiographie modérée » l'a « dépeint comme un homme despotique, ivrogne et peu sûr ».
Dès 1795, Edme-Bonaventure Courtois, député à la Convention nationale, le traite, dans son Rapport sur les événements du 9 thermidor, de « domestique chassé pour infidélité par ses maîtres »,, accusation de vol dont l'historien Alphonse Aulard lui a fait justice en établissant qu'elle visait un homonyme.
Par la suite, Jules Michelet se représente la Convention exposée aux troupes d'un général ivrogne durant les journées du 31 mai et du 2 juin 1793. À l'opposé, Gérard Walter insiste sur la discipline imposée par Hanriot « au milieu de ses troupes improvisées à la dernière minute ». De la sorte, Walter crédite le commandant sans-culotte, « ivre ou non », d'avoir évité l'effusion de sang lors de l'exclusion et l'arrestation des députés girondins, le 2 juin 1793,.
L'alcoolisme présumé du général révolutionnaire a notamment été avancé comme explication de son manque de résolution durant le 9 Thermidor,,. Buchez et Roux-Lavergne évoquent des témoins anonymes qui mettent en avant son habituelle sobriété, sauf le jour dit où il aurait bu « un petit verre d'eau de vie pour s'exciter ». Or cette version est contestée par Ernest Hamel, auteur robespierriste qui attribue la légende noire d'un Hanriot aviné aux calomnies d'auteurs royalistes ou républicains trop crédules vis-à-vis des récits thermidoriens. Ernest Hamel relève ainsi l'absence complète de référence à la « prétendue ivresse » d'Hanriot dans « toutes les pièces officielles et officieuses sur le 9 Thermidor, les procès-verbaux et rapports des sections, les rapports des gendarmes, officiers et autres fonctionnaires ou simples citoyens. »
De surcroît, Ernest Hamel souligne les contradictions existantes entre le Rapport sur les événements du 9 thermidor, document établi par le conventionnel Edme-Bonaventure Courtois plusieurs mois après la chute de Robespierre, et les déclarations d'un nommé Courvol, huissier à la Convention, dont la déposition est transcrite dès le 9 Thermidor à cinq heures de l'après-midi. Ainsi, Courvol ne fait pas état de l'ébriété d'Hanriot au moment dit, contrairement à ses propos retouchés un an plus tard dans le Rapport... où Courtois prête aussi au général des exhortations que l'huissier attribuait pourtant  à un aide de camp anonyme,,.
Enfin, Gérard Walter remet en question le récit — repris par Jules Michelet — qui décrit Jean-Baptiste Coffinhal reprochant furieusement son manque d'efficacité à Hanriot avant de jeter celui-ci par la fenêtre de l'Hôtel de Ville lors du 9 Thermidor. De fait, le procès-verbal de l'arrestation de Hanriot signale que le général a été découvert dans une arrière-cour de la Maison commune (et non dans un égout), blessé mais se tenant debout, « ce qui ne se conçoit guère chez quelqu'un tombé d'une fenêtre du troisième étage sur des pavés de pierre », pointe l'historien.

## Représentation au cinéma
- La Révolution française (1989, seconde partie) de Richard T. Heffron, interprété par Jean-Pierre Laurent.